# Приносил, Давид
Давид Прино́сил (чеш. David Prinosil; род. 9 марта 1973 года, Оломоуц, ЧССР) — германский профессиональный теннисист чехословацкого происхождения.
- Финалист 2 турниров Большого шлема в мужском парном разряде
- Бронзовый призёр Олимпийских игр 1996 года в мужском парном разряде
- Победитель 13 турниров АТР-тура в одиночном и парном разрядах.

## Спортивная карьера
Давид Приносил начал играть в теннис в семь лет. Его первым партнёром и тренером был его отец, Иржи — игрок высшей чехословацкой лиги по теннису и второй — по хоккею. В 14 лет Давид перебрался в Германию, где вскоре получил гражданство, но на протяжении карьеры часто выступал в паре с бывшими соотечественниками.
Начав выступления в профессиональных турнирах в конце 1990 года, в феврале 1992 года Приносил уже завоевал свой первый титул в турнирах АТР-тура, победив в Роттердаме в паре с Марком-Кевином Гёлльнером. До конца года они выиграли ещё один турнир АТР, а на Открытом чемпионате Франции 1993 года дошли до финала, переиграв по пути сначала посеянных пятыми Патрика Макинроя и Джонатана Старка, затем третью пару турнира Марк Кратцман-Уолли Мазур и, наконец, посеянных под первым номером Марка Вудфорда и Тодда Вудбриджа. В финале, однако, их победила такая же несеяная пара — братья Люк и Мерфи Дженсены.
Хотя Приносил выиграл в том же 1993 году свои первые турниры класса ATP Challenger, до 1995 года его основные успехи по-прежнему приходились на парный разряд, где он добавил к двум титулам 1992 года ещё один, а также несколько поражений в финалах. В 1995 году он, наконец, пробился в финал турнира АТР в Ньюпорте в одиночном разряде и сразу же победил, а в конце 1996 года добавил к этой победе вторую — в Остраве. В парном разряде в этот год его главным достижением стала бронзовая медаль Олимпийских игр в Атланте, завоёванная со старым партнёром, Марком-Кевином Гёлльнером в матче против посеянных третьими Паула Хархёйса и Якко Элтинга. В 1996 году Приносил также дебютировал в составе сборной Германии в Кубке Дэвиса, а в 1998 году ему удалось завоевать с германской сборной командный Кубок мира, проводившийся в Дюссельдорфе.
В конце 1999 года Приносил перенёс операцию ахиллова сухожилия и следующий сезон начал неуверенно, в одиночном рейтинге проигрывая один матч за другим и опустившись до 130-го места в рейтинге АТР, а в парах почти не выступал (выигранный в начале года турнир в Копенгагене был одним из немногочисленных исключений). В июне, однако, он преподнёс сенсацию на турнире АТР в Халле, где завоевал свой третий за карьеру титул в одиночном разряде, обыграв по ходу девятую ракетку мира (Николас Лапентти), а затем и пятую (Евгений Кафельников). Сразу после этого он дошёл до четвёртого круга на Уимблдоне, где был остановлен только первой ракеткой мира Андре Агасси, а ближе к концу сезона пробился в финал Кубка Кремля в Москве после победы над второй ракеткой мира Маратом Сафиным. Весной следующего года он поднялся в рейтинге до 28-го места — высшего в своей одиночной карьере. Параллельно с успехами в одиночном разряде Приносил также удачно выступал в парах, за вторую половину 2000 года трижды побывав в финалах (одна победа), а в 2001 году добравшись до финалов второго за карьеру турнира Большого шлема (теперь на Открытом чемпионате Австралии c Байроном Блэком из Зимбабве) и первого за карьеру турнира АТР высшей категории (в Цинциннати). Через неделю после финала в Цинциннати с Мартином Даммом Приносил выиграл с ним же турнир класса ATP Gold в Вашингтоне, достигнув в парном рейтинге АТР 12-й позиции и закончив сезон на 18-м месте.
Свой последний титул в турнирах АТР Приносил завоевал летом 2002 года в Халле с чехом Давидом Риклом — это была его десятая победа в парном разряде и тринадцатая в общей сложности. За сборную Германии он играл до 2003 года, в общей сложности выиграв четыре из десяти своих встреч в одиночном разряде и семь из двенадцати в парном. Фактически завершив профессиональную карьеру в конце того же года, свой последний матч он провёл в мае 2004 года в Праге.
Уже к концу игровой карьеры Приносил начал работать как тренер. В этом качестве он сотрудничал с пражским клубом «Спарта» и тренировал чешских игрок Робина Вика и Лукаша Длоуги, а также короткое время работал с интернациональной парой Лукаш Кубот-Оливер Марах.

## Участие в финалах турниров Большого шлема за карьеру (2)

### Мужской парный разряд (0+2)
Поражения (2)
| Год  | Турнир                       | Покрытие | Партнёр             | Соперники в финале          | Счёт в финале      |
| ---- | ---------------------------- | -------- | ------------------- | --------------------------- | ------------------ |
| 1993 | Открытый чемпионат Франции   | Грунт    | Марк-Кевин Гёлльнер | Люк Дженсен Мерфи Дженсен   | 4-6, 7-6, 4-6      |
| 2001 | Открытый чемпионат Австралии | Хард     | Байрон Блэк         | Юнас Бьоркман Тодд Вудбридж | 1-6, 7-5, 4-6, 4-6 |

## Финалы турниров АТР за карьеру (27)
| Легенда                              |
| ------------------------------------ |
| Большой шлем (2)                     |
| Чемпионат мира АТР/Кубок Мастерс (0) |
| АТР Мастерс (1)                      |
| ATP Championship Series/ATP Gold (3) |
| ATP-тур (21)                         |

### Одиночный разряд (3+3)
| Результат | №  | Дата            | Турнир                  | Покрытие | Соперник в финале   | Счёт в финале  |
| --------- | -- | --------------- | ----------------------- | -------- | ------------------- | -------------- |
| Победа    | 1. | 10 июля 1995    | Ньюпорт, США            | Трава    | Дэвид Уитон         | 7-63, 5-7, 6-2 |
| Победа    | 2. | 14 октября 1996 | Острава, Чехия          | Ковёр(i) | Петр Корда          | 6-1, 6-2       |
| Поражение | 1. | 9 марта 1998    | Копенгаген, Дания       | Ковёр(i) | Магнус Густафссон   | 6-3, 1-6, 1-6  |
| Поражение | 2. | 8 февраля 1999  | Санкт-Петербург, Россия | Ковёр(i) | Марк Россе          | 3-6, 4-6       |
| Победа    | 3. | 12 июня 2000    | Халле, Германия         | Трава    | Рихард Крайчек      | 6-3, 6-2       |
| Поражение | 3. | 23 октября 2000 | Москва, Россия          | Ковёр(i) | Евгений Кафельников | 6-2, 7-5       |

### Парный разряд (10+11)
| Результат | №   | Дата            | Турнир                                 | Покрытие | Партнёр             | Соперники в финале              | Счёт в финале      |
| --------- | --- | --------------- | -------------------------------------- | -------- | ------------------- | ------------------------------- | ------------------ |
| Победа    | 1.  | 24 февраля 1992 | Роттердам, Нидерланды                  | Ковёр(i) | Марк-Кевин Гёлльнер | Марк Куверманс Паул Хархёйс     | 6-2, 6-7, 7-6      |
| Победа    | 2.  | 24 августа 1992 | Открытый чемпионат Хорватии, Умаг      | Грунт    | Рихард Фогель       | Сандер Грун Ларс Козловски      | 6-3, 6-7, 7-6      |
| Поражение | 1.  | 24 мая 1993     | Открытый чемпионат Франции, Париж      | Грунт    | Марк-Кевин Гёлльнер | Люк Дженсен Мерфи Дженсен       | 4-6, 7-6, 4-6      |
| Победа    | 3.  | 23 августа 1992 | Лонг-Айленд, США                       | Хард     | Марк-Кевин Гёлльнер | Арно Бёч Оливье Делетр          | 6-7, 7-5, 6-2      |
| Поражение | 2.  | 4 октября 1993  | Тулуза, Франция                        | Хард(i)  | Удо Риглевски       | Байрон Блэк Джонатан Старк      | 5-7, 6-7           |
| Поражение | 3.  | 18 октября 1993 | Вена, Австрия                          | Ковёр(i) | Майк Бауэр          | Байрон Блэк Джонатан Старк      | 3-6, 6-7           |
| Поражение | 4.  | 28 февраля 1994 | Копенгаген, Дания                      | Ковёр(i) | Удо Риглевски       | Мартин Дамм Бретт Стивен        | 3-6, 4-6           |
| Поражение | 5.  | 17 марта 1997   | Санкт-Петербург, Россия                | Ковёр(i) | Даниэль Вацек       | Андрей Ольховский Бретт Стивен  | 4-6, 3-6           |
| Победа    | 4.  | 18 августа 1997 | Лонг-Айленд (2)                        | Хард     | Маркос Ондруска     | Марк Кил Ти-Джей Мидлтон        | 6-4, 6-4           |
| Поражение | 6.  | 6 октября 1997  | Вена (2)                               | Ковёр(i) | Марк-Кевин Гёлльнер | Патрик Гэлбрайт Эллис Феррейра  | 3-6, 4-6           |
| Победа    | 5.  | 19 октября 1998 | Острава, Чехия                         | Ковёр(i) | Николас Кифер       | Дэвид Адамс Павел Визнер        | 6-4, 6-3           |
| Поражение | 7.  | 1 марта 1999    | Копенгаген (2)                         | Ковёр(i) | Марк-Кевин Гёлльнер | Максим Мирный Андрей Ольховский | 7-65, 6-74, 1-6    |
| Победа    | 6.  | 11 октября 1999 | Вена                                   | Хард(i)  | Сэндон Столл        | Пит Норвал Кевин Ульетт         | 6-3, 6-4           |
| Победа    | 7.  | 28 февраля 2000 | Копенгаген                             | Хард(i)  | Мартин Дамм         | Юнас Бьоркман Себастьен Ларо    | 6-1, 5-7, 7-5      |
| Поражение | 8.  | 12 июня 2000    | Халле, Германия                        | Трава    | Махеш Бхупати       | Никлас Культи Микаэль Тильстрём | 6-74, 6-74         |
| Поражение | 9.  | 2 октября 2000  | Открытый чемпионат Гонконга            | Хард     | Доминик Хрбаты      | Уэйн Блэк Кевин Ульетт          | 1-6, 2-6           |
| Победа    | 8.  | 23 октября 2000 | Москва, Россия                         | Ковёр(i) | Юнас Бьоркман       | Иржи Новак Давид Рикл           | 6-2, 6-3           |
| Поражение | 10. | 15 января 2001  | Открытый чемпионат Австралии, Мельбурн | Хард     | Байрон Блэк         | Юнас Бьоркман Тодд Вудбридж     | 1-6, 7-5, 4-6, 4-6 |
| Поражение | 11. | 6 августа 2001  | Цинциннати, США                        | Хард     | Мартин Дамм         | Махеш Бхупати Леандер Паес      | 6-73, 3-6          |
| Победа    | 9.  | 13 августа 2001 | Вашингтон, США                         | Хард     | Мартин Дамм         | Боб Брайан Майк Брайан          | 7-65, 6-3          |
| Победа    | 10. | 10 июня 2002    | Халле                                  | Трава    | Давид Рикл          | Юнас Бьоркман Тодд Вудбридж     | 4-6, 7-65, 7-5     |

## Участие в финалах командных турниров за карьеру (1)
Победа (1)
| Год  | Турнир     | Место проведения      | Команда                                              | Соперники в финале                             | Счёт |
| ---- | ---------- | --------------------- | ---------------------------------------------------- | ---------------------------------------------- | ---- |
| 1998 | Кубок мира | Дюссельдорф, Германия | Германия · Б. Беккер, Н. Кифер, Д. Приносил, Т. Хаас | Чехия · Д. Вацек, С. Доседел, П. Корда, Ц. Сук | 3:0  |